# Sherlock Holmes i el rei dels lladres
Sherlock Holmes i el rei dels lladres (conegut als Estats Units com a Sherlock Holmes versus Arsène Lupin i al Regne Unit i Austràlia com a Sherlock Holmes: Nemesis) és un videojoc en primera persona creat pels estudis Frogwares i distribuït per FX Interactive. És el quart joc de la sèrie de videojocs inspirada en el famós detectiu, creat per Sir Arthur Conan Doyle.

## Resum
Fa un matí assolellat (possiblement de dilluns), quan Watson descobreix entre la correspondència una invitació del lladre Arsène Lupin per a començar una "partida d'escacs", un duel de cavallers als llocs més emblemàtics de Londres. Així començarà una carrera a contrarellotge per evitar els audaços robatoris de Lupin.

## Millores de la seqüela
Aquest nou lliurament té diverses millores que fan l'experiència de joc més dinàmica i realista. D'antuvi, les gràfiques van ser retocades i visiblement renovades, ja que ara els entorns són molt més grans i detallats. Va augmentar la dificultat dels desafiaments i trencaclosques, i la interacció amb altres personatges és més eficient i contínua. A més, la vida fictícia del personatge està emmarcada millor i es veu involucrada amb més freqüència dins la història (calen esmentar, per exemple, múltiples al·lusions a la història de l'anterior videojoc, o fins i tot a contes reals d'Holmes, com a "Escàndol a Bohèmia", "L'Aventura dels Sis Napoleons" i "L'Aventura de la Casa Abandonada"). Compta també amb l'aparició de nous i sòlids personatges, com l'Inspector Lestrade, i amb la novetat que ara es podran controlar amb més freqüència a altres personatges a més d'en Sherlock Holmes.

## Curiositats
- En una part, quan Holmes ha de fer-li una foto a una ratapinyada per a encegar-lo, l'ombra d'aquest té la forma del logotip de Batman. Holmes pregunta què pot fer amb la foto, i el guàrdia li diu que la lliuri a l'amo de la càmera, un tal sergent Wayne (el mateix cognom que el de l'Àlter ego del superheroi).

- Més tard, Sherlock Holmes ha de tocar amb el seu violí una cançó, que és Get Back dels Beatles, banda que no existeix fins a dècades després de l'any fictici del joc. La referència es fa més òbvia quan el conserge diu que "es tracta d'una banda de Liverpool", encara que també aclareix que "no van tenir gaire èxit", la qual cosa és tot el contrari al que va esdevenir en realitat.